# Додирни ме
Додирни ме је назив осмог студијског албума српске турбо-фолк певачице Даре Бабумара, који се појавио у продаји 2007. године.